# Stadio Yaakov Turner
Lo stadio Yaakov Turner (eb. אצטדיון טוטו באר שבע ע"ש יעקב טרנר, Itztadion Toto Be'er Sheva Yaakov Turner) è un impianto sportivo situato a Be'er Sheva, in Israele. 
Inaugurato nel 2015, viene usato principalmente per le gare casalinghe dell'Hapoel Be'er Sheva.
L'impianto, che ha una capienza di 16.126 posti, è intitolato a Yaakov Turner, ex sindaco di Be'er Sheva.